# 레베카 릴리에베리
레베카 릴리에베리(Rebecka Liljeberg, 1981년 5월 13일 ~ )는 스웨덴의 전직 배우이다. 제34회 굴드바게상 여우주연상 수상자이다.

## 출연 작품
- 곰의 키스 (2002)
- 삶을 위해 뛰어라 (2000)
- 쉐르딜 (1999)